# 国鉄タキ7850形貨車
国鉄タキ7850形貨車（こくてつタキ7850がたかしゃ）は、かつて日本国有鉄道（国鉄）及び1987年（昭和62年）4月の国鉄分割民営化後は日本貨物鉄道（JR貨物）に車籍を有した私有貨車（タンク車）である。

## 概要
本形式は、塩化カルシウム液専用の35t 積タンク車として1967年（昭和42年）6月30日に1両（コタキ7850）1968年（昭和43年）1月13日に1両（コタキ7851）の合計2両が日立製作所の1社のみで製作された。
記号番号表記は特殊標記符号「コ」（全長 12 m 以下）を前置し「コタキ」と標記する。
本形式の他に塩化カルシウム液を専用種別とする形式には、他に例がなく唯一の存在であった。
落成時の所有者は、コタキ7850が東洋曹達工業、コタキ7851が徳山曹達であり、両車の常備駅は山陽本線の周防富田駅（現在の新南陽駅）であった。その後コタキ7850が東北東ソー化学に名義変更され、常備駅は羽越本線貨物支線の酒田港駅へ移動した。
荷役方式は、タンク上部のマンホールからの上入れ、液出管と空気管使用による上出し方式であり、両管はS字管を装備している。
車体色は黒色、寸法関係は全長は10,300mm、全幅は2,538mm、全高は3,800mm、台車中心間距離は6,500mm、実容積は25.3m3、自重は15.8t、換算両数は積車5.0、空車1.6であり、台車はベッテンドルフ式のTR41Cであったが後に改造されTR41Dとなった。
1987年（昭和62年）4月の国鉄分割民営化時には1両（コタキ7851）のみの車籍がJR貨物に継承されたが、1990年（平成2年）5月に廃車となり同時に形式消滅となった。